# Havelradweg
Der Havelradweg, auch Havel-Radweg, ist ein am 8. Mai 2009 eröffneter Radfernweg entlang der Havel durch die Bundesländer Mecklenburg-Vorpommern, Brandenburg, Berlin und Sachsen-Anhalt. Seine Länge beträgt 371 Kilometer. Der Radweg beginnt an der Havelquelle 6 Kilometer südlich von Ankershagen und endet in Gnevsdorf an der Havelmündung in die Elbe. Ausgeschildert ist der Weg mit einem quadratischen, dunkelblauen Schild und darauf mit einem orangefarbenen Fahrrad und einem hellblauen, geschwungenen Band sowie dem zweizeiligen Namenszug „HavelRADWEG“ in Weiß.
Von Ankershagen bis Berlin-Spandau verläuft der Havel-Radweg auf derselben Strecke wie der Radweg Berlin–Kopenhagen.

## Etappen

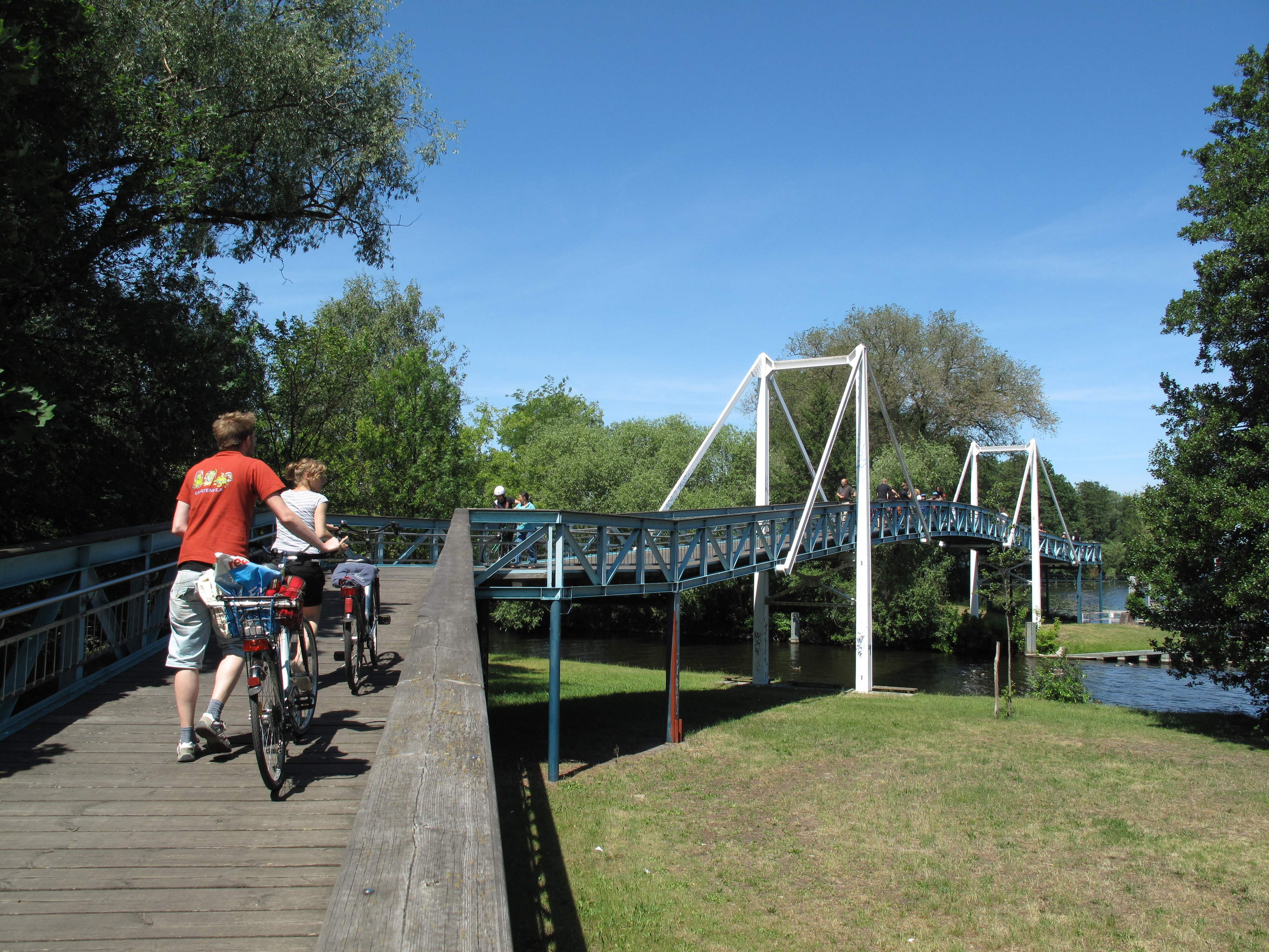
Der Oberhavelsteg überspannt im Ortsteil Hakenfelde des Berliner Bezirks Spandau den Teufelsseekanal.

Der Radweg wird grob in 6 Etappen eingeteilt:
01. Etappe: Ankershagen – Fürstenberg/Havel (73 Kilometer):
Von der Havel-Quelle an fährt man Richtung Süden und durchquert dabei den Müritz-Nationalpark. Südlich von Wesenberg wendet sich der Radweg nach Osten bis zum Etappenziel.
02. Etappe: Fürstenberg (Havel) – Oranienburg (75 Kilometer):
Kurz nach Fürstenberg (Havel) knickt der Radweg erneut in Richtung Süden ab und erreicht über Zehdenick das Etappenziel Oranienburg.
03. Etappe: Oranienburg – Potsdam (66 Kilometer):
In südlicher Richtung quert der Radweg den Berliner Bezirk Spandau. Hier verläuft der Radweg entlang einer langen Kette großer Seen, bis schließlich in Potsdam das Etappenziel erreicht wird.
04. Etappe: Potsdam – Brandenburg an der Havel (58 Kilometer):
Nach Potsdam dreht der Radweg wieder Richtung Westen und erreicht über Werder das Etappenziel Brandenburg an der Havel.
05. Etappe: Brandenburg – Rathenow (55 Kilometer):
Kurz hinter Brandenburg dreht der Radweg erneut und verläuft nun in nördliche Richtung bis zum Etappenziel in Rathenow. Im Brandenburger Ortsteil Kirchmöser zweigt der Elbe-Havel-Radweg in Richtung Magdeburg ab.
06. Etappe: Rathenow – Gnevsdorf (49 Kilometer):
Die letzte Etappe führt weiter nordwärts über Havelberg bis zur Havelmündung in der Nähe von Gnevsdorf.
Die Kilometerangaben über die Länge des Radwegs differieren je nach Quellenangabe, da an verschiedenen Stellen alternative Routen möglich sind. So kann zum Beispiel der Wannsee mit der Fähre überquert oder auf der Straße umfahren werden.
Neben dem Müritz-Nationalpark quert der Weg die Naturparks Stechlin-Ruppiner Land, Uckermärkische Seen, Barnim und Westhavelland sowie das Biosphärenreservat Flusslandschaft Elbe-Brandenburg.